# 毕苏斯基丘
50°03.36′N 19°50.50′E / 50.05600°N 19.84167°E

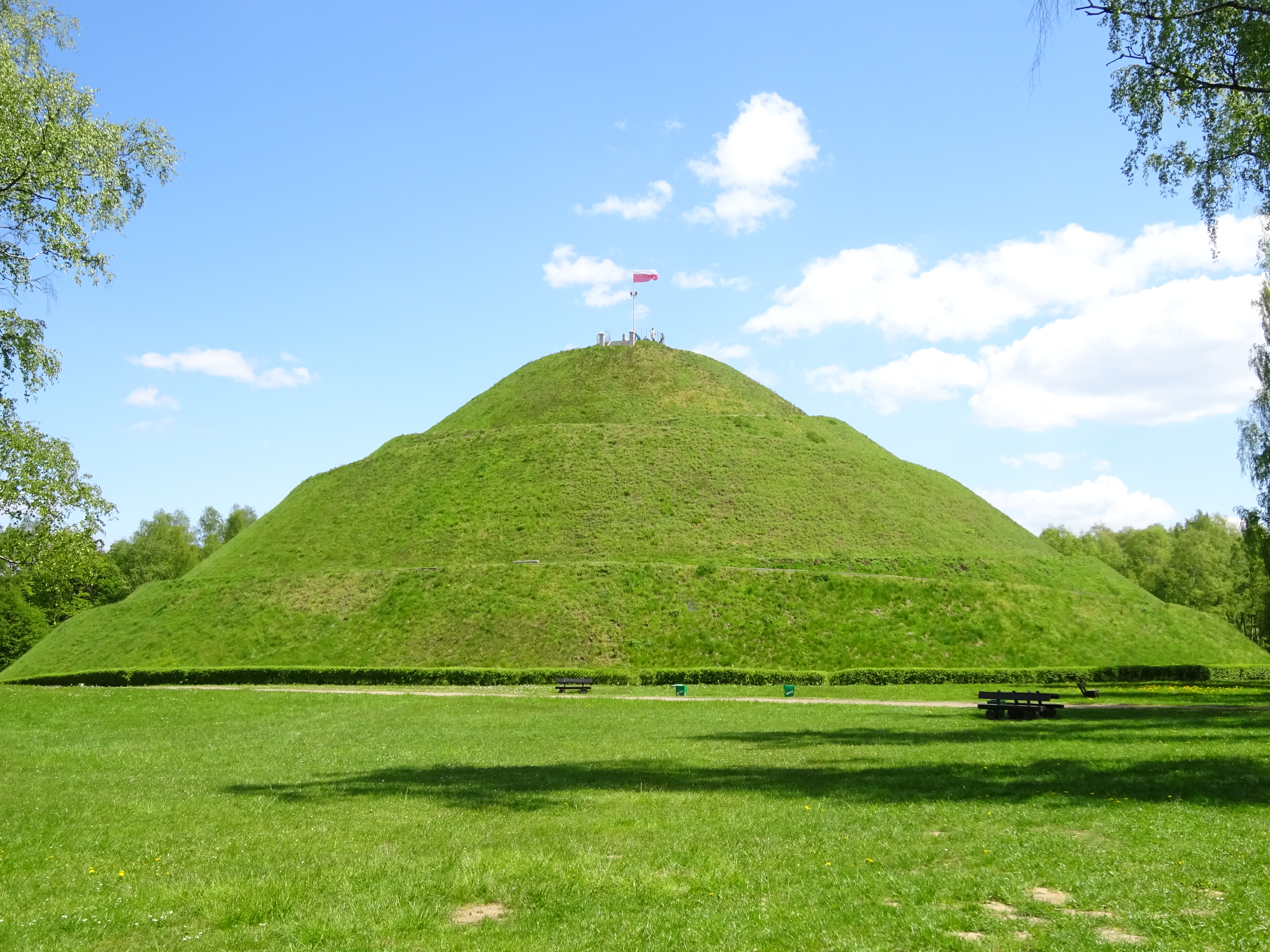

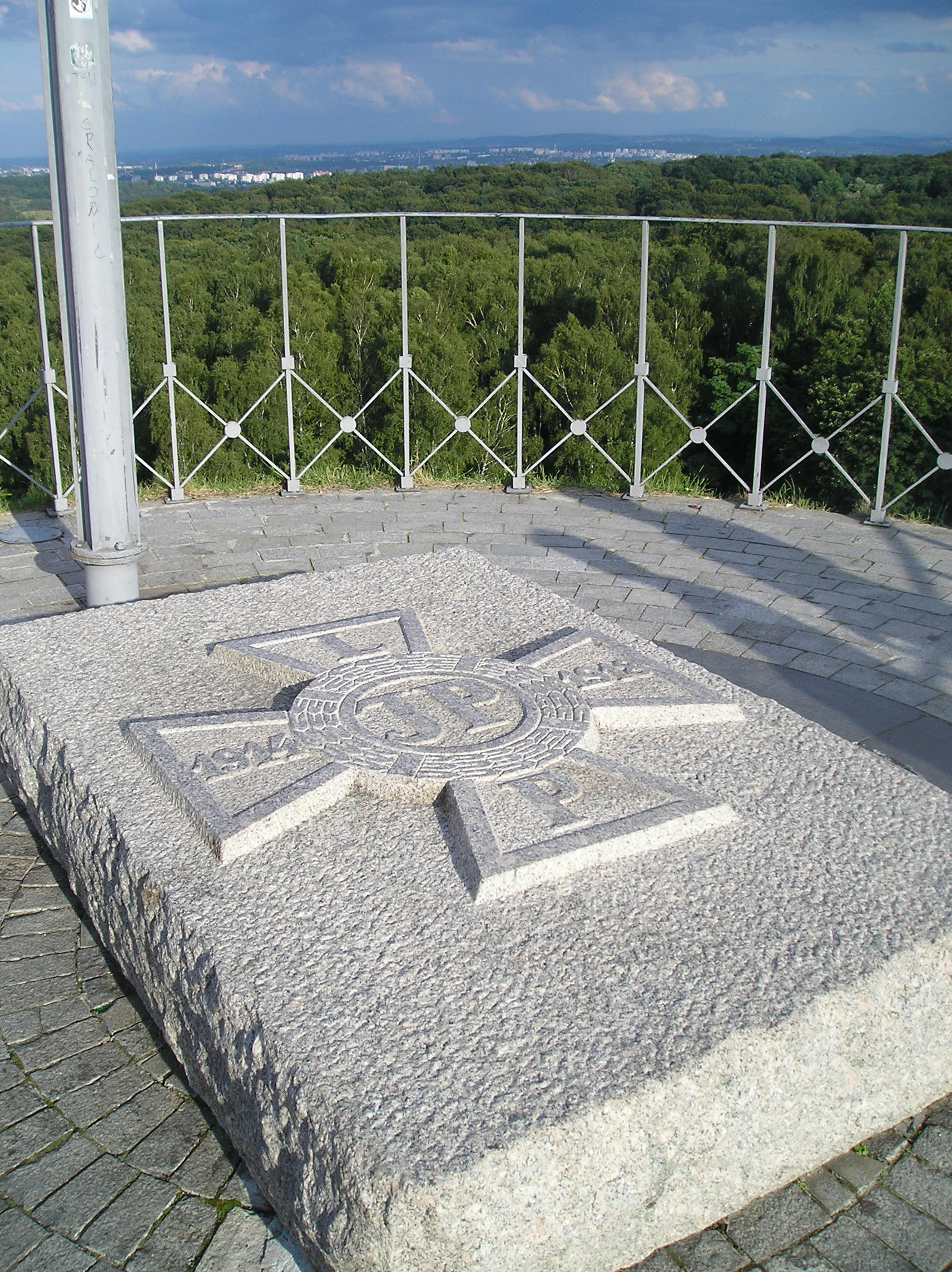

毕苏斯基丘又名独立丘或自由丘是波兰克拉科夫的一座人工土丘，由波兰第二共和国建于1934-1937年，用以纪念元首约瑟夫·毕苏斯基。它位于克拉科夫西部第七区（Zwierzyniec）的Sowiniec 高地。它是克拉科夫四座纪念土丘中最新也是最大的一座。[a]